# Las Navajas
Las Navajas es una localidad del estado mexicano de Jalisco. Es parte del municipio de Tala.

## Demografía
| Gráfica de evolución demográfica |
|                                  |

| Censo | Población |
| ----- | --------- |
| 1900  | 631       |
| 1910  | 768       |
| 1921  | 960       |
| 1930  | 547       |
| 1940  | 733       |
| 1950  | 782       |
| 1960  | 1 029     |
| 1970  | 1 332     |
| 1980  | 1 557     |
| 1990  | 1 902     |
| 2000  | 1 866     |
| 2010  | 2 037     |
| 2020  | 2 369     |